# Gloryhammer
Gloryhammer es una banda de power metal sinfónico épico formada en Escocia durante el año 2010. Fue creada por Christopher Bowes (Alestorm) y no fue hasta marzo del año 2013 cuando lanzan su álbum debut "Tales from the Kingdom of Fife", mediante el aclamado sello Napalm Records.

## Miembros
- Christopher Bowes - Teclista. Zargothrax, Hechicero Negro de Auchtermuchty.
- Paul Templing - Guitarrista. Ser Proletius, Gran Maestro de los Caballeros Templarios de Crail.
- James Cartwright - Bajista. HOOTSMAN, Guerrero Bárbaro Rey de Unst.
- Ben Turk - Batería. Ralathor, el Misterioso Ermitaño de Cowdenbeath.
- Sozos Michael - Vocalista. Angus McFife V, Príncipe de la Corona de Dundee, Heredero del Reino de Fife.

### Antiguos miembros
- Thomas Winkler (2012-2021)[1] - Vocalista. Angus McFife, Príncipe de la Corona de Dundee, Heredero del Reino de Fife.

## Discografía
- Tales from the Kingdom of Fife (2013)
- Space 1992: Rise of the Chaos Wizards (2015)
- Gloryhammer (2019)
- The Siege of Dunkeld (In Hoots we Trust) (2019)
- Legends From Beyond The Galactic Terrorvortex (2019)
- Keeper of the Celestial Flame of Abernethy (2023)
- Return to the Kingdom Of Fife (2023)